# Аеродром Турку
Аеродром Турку (фин. Turun lentoasema) је међународни аеродром финског града Туркуа, трећег по величини у држави. Аеродром је удаљен 8 километара северно од средишта града.
Аеродром Турку је четврта по промету ваздушна лука Финске - 2019. године кроз аеродром је прошло близу пола милиона милиона путника.
Најважнији авио-превозници на аеродрому су државна „Финавија” и нискотарифни „Визер”.